# 维西香茶菜
维西香茶菜（学名：Isodon weisiensis）为唇形科香茶菜属下的一个种。